# Michael Dokes
Michael Marshall Dokes (ur. 10 sierpnia 1958 w Akron, zm. 11 sierpnia 2012 tamże) – amerykański bokser, były zawodowy mistrz świata wagi ciężkiej (powyżej 200 funtów) organizacji WBA.

## Kariera amatorska
W 1975 reprezentował Stany Zjednoczone na Igrzyskach Panamerykańskich w Meksyku. W pierwszej walce wygrał z Carlosem Riverą z Wenezueli a w półfinale pokonał Trevora Berbicka z Jamajki. W finale przegrał na punkty z Kubańczykiem Teófilo Stevensonem zdobywając srebrny medal w wadze ciężkiej.  Nie zakwalifikował się na Igrzyska Olimpijskie w Montrealu przegrywając rywalizację z przyszłym brązowym medalistą Johnem Tatem.

## Kariera zawodowa
Karierę zawodową rozpoczął 15 października 1976. Do marca 1982 stoczył 26 walk, z których 25 wygrał i 1 zremisował. W tym czasie zdobył tytuł NABF w wadze ciężkiej. 
10 grudnia 1982 otrzymał szansę walki o tytuły mistrza WBA w wadze ciężkiej, którego posiadaczem był rodak Mike Weaver. Wygrał przez techniczny nokaut w pierwszej rundzie i został nowym mistrzem świata. 20 maja 1983 w pierwszej obronie tytułu ponownie zmierzył się z Weaverem. Po piętnastorundowym zaciętym pojedynku sędziowie ogłosili remis. Do kolejnej obrony doszło 23 września w Richifield (Stany Zjednoczone). Przegrał przez nokaut w dziesiątej rundzie z Gerrie Coetzee (Republika Południowej Afryki) i utracił pas mistrzowski. 
Przez następne lata walczył o mniejsze cele zdobywając tytuły WBC Continental America i WBA Inter-Continental. Na 26 stoczonych walk przegrał tylko 2 (w tym z Evanderem Holyfieldem). 6 lutego 1993 otrzymał kolejną szansę walki o tytuł mistrza świata. Przeciwnikiem był posiadacz tytułów mistrza IBF i WBA Riddick Bowe. Przegrał przez techniczny nokaut w pierwszej rundzie i był to praktycznie koniec kariery. Walczył bez większych sukcesów do roku 1997.
W roku 1998 został skazany na dziesięć lat więzienia za usiłowanie morderstwa i przestępstwa na tle seksualnym.